# Pontocypris pallida
Pontocypris pallida är en kräftdjursart som först beskrevs av G. W. Müller 1894.  Pontocypris pallida ingår i släktet Pontocypris, och familjen Pontocyprididae. Arten har ej påträffats i Sverige.